# Eat Sleep Play
Eat Sleep Play, Inc. — американская компания, специализирующаяся на разработке компьютерных игр. Она была основанна в 2007 году Скоттом Кэмпбеллом и Дэвидом Яффе, создателем серии Twisted Metal и God of War. Eat Sleep Play заключила эксклюзивное соглашение с Sony[когда?], согласно которому компания должна была выпустить три игры для консолей и портативных устройств, либо уделить три года времени на разработку. Первую игру планировалось выпустить в 2010 году. Первой игрой студии стал порт игры Twisted Metal: Head On для PSP, который также вышел на PlayStation 2 под названием Twisted Metal Head-On: Extra Twisted Edition. Порт не являлся частью сделки.
После работы над игрой God of War от Sony Computer Entertainment Santa Monica, Скотт и Яффе выразили желание сосредоточиться на небольших, более личных играх, и возглавили разработку Calling All Cars! для PlayStation Network в компании Incognito.
Компания располагалась в Солт-Лейк-Сити, штат Юта, США, и в основном состояла из бывших сотрудников SingleTrac, работавших над первыми двумя играми Twisted Metal.
В 2012 году студия выпустила новую часть Twisted Metal.
После отставки Яффе в 2012 году, Eat Sleep Play занялась разработкой мобильных игр. При партнерстве с Zynga компания выпустила Running With Friends, Looney Tunes Dash! и Ice Age Arctic Blast.
В конце 2016 года студия присоединилась к VR-стартапу castAR. 26 июня 2017 года castAR была упразднена, а следом закрылась и Eat Sleep Play. Сотрудники студии перешли в Avalanche Software.

## Игры
| Название                                      | Платформы                   | Даты выхода                  |
| --------------------------------------------- | --------------------------- | ---------------------------- |
| Twisted Metal: Head On: Extra Twisted Edition | PlayStation 2               | 5 февраля 2008               |
| Twisted Metal                                 | PlayStation 3               | 7 марта 2012 14 февраля 2012 |
| Running With Friends                          | iOS, Android (Stampede Run) | 8 мая 2013                   |
| Looney Tunes Dash!                            | iOS, Android                | 17 декабря 2014              |
| Ice Age Arctic Blast                          | iOS, Android                | 20 июля 2016                 |
| Cars vs Bosses                                | iOS, Android                | 1 февраля 2017               |